# بول مايكل غلاسر
بول مايكل غلاسر (بالإنجليزية: Paul Michael Glaser)‏ مواليد 25 مارس 1943 في كامبريدج، الولايات المتحدة، هو ممثل أمريكي بدأ مسيرته الفنية سنة 1966.

## الأعمال

### أفلام
- عازف الكمان على السقف (1971)
- الفراشات حرة (1972) (بدور: رالف)

### مسلسلات
- الحب شيء رائع
- ذا والتونز
- قصص مدهشة
- القاضية إيمي
- لاس فيغاس
- عقول إجرامية
- نمبرز
- ذا منتاليست
- راي دونوفان

## روابط خارجية
- بول مايكل غلاسر على موقع IMDb (الإنجليزية)
- بول مايكل غلاسر على موقع ألو سيني (الفرنسية)
- بول مايكل غلاسر على موقع تيرنر كلاسيك موفيز (الإنجليزية)
- بول مايكل غلاسر على موقع أول موفي (الإنجليزية)
- بول مايكل غلاسر على موقع قاعدة بيانات برودواي على الإنترنت (الإنجليزية)
- بول مايكل غلاسر على موقع قاعدة بيانات برودواي على الإنترنت (الإنجليزية)
- بول مايكل غلاسر على موقع قاعدة بيانات الأفلام السويدية (السويدية)
- بول مايكل غلاسر على موقع إن إن دي بي (الإنجليزية)
- بول مايكل غلاسر على موقع قاعدة بيانات الفيلم (الإنجليزية)
- بول مايكل غلاسر على موقع كينوبويسك (الروسية)